# Marie Rotkopf
Marie Rotkopf, née en 1975 à Paris, est une écrivaine française.

## Biographie
Marie Rotkopf naît en 1975 à Paris.
En 2007, elle décide de vivre en Allemagne pour pouvoir penser, de l'intérieur, l'Allemagne et l'Europe. Elle co-fonde le groupe d'amitié franco-allemande Internationale Surplace avec l'artiste Daniel Megerle, d'inspiration situationniste.
Marie Rotkopf écrit en allemand et en français. Elle s'intéresse à la construction et à la communication du pouvoir.
La réécriture de l'Histoire et notamment la conscience allemande est l'un des thèmes de son travail poétique,.

## Œuvres
- Deutschland über alles. Die deutsche Mentalität und der Krieg (L'Allemagne au-dessus de tout d'Émile Durkheim, suivi de Zone Libre, essai de Marie Rotkopf) Matthes & Seitz, Berlin, 2023  (ISBN 978-3-7518-0381-6)
- Fetzen - Für eine Philosophie der Entschleierung, avec Marcus Steinweg, Matthes & Seitz, Berlin, 2022  (ISBN 978-3-7518-0523-0)
- Rejected. Designs for the European Flag, Wirklichkeit Books, Berlin, 2020  (ISBN 978-3-948200-03-9)[5]
- Comment j'ai violé Rocko S., Ink Press Verlag, Zurich, 2019  (ISBN 978-3906811116)
- Antiromantisches Manifest, Edition Nautilus, Hambourg, 2017  (ISBN 978-3-96054-044-1)[6],[7],
- KIOSK N30, avec Daniel Megerle, Editions DEL’ART, Nice, 2011  (ISBN 978-2-36380-015-2)[8]
- Operation JOLA, Textem Verlag, Hambourg, 2008  (ISBN 978-3-938801-57-4)
- Ruhezone, avec Daniel Megerle, Artists' Books: Transgression/Excess, Space Other gallery, Boston, 2007
- Femmes et arts au XXe siècle, sous la direction de Marie-Hélène Dumas, Éditions Délégation aux Arts Plastiques. Cnap-Fiacre/Lunes, Paris, 2000  (ISBN 2-914218-01-X)

### Textes et lectures-performances (sélection)
- La mentalité allemande et l'impérialisme : lettres à Émile Durkheim, Centre culturel international de Cerisy, 2023 [9]
- Schlucken, sur Ernst Jünger, Ernst- und Friedrich Georg Jünger Gesellschaft, 2023 [10]
- Verblendung, sur le romantisme, Kunsthalle Osnabrück, Reader 2022 [11]
- Versöhnung nein, avec Klaus Theweleit, It's the real Thing, Basler Dokumentartage, Bâle, 2019[12]
- Finishing the job, Fondation Centre culturel franco-allemand Karlsruhe, 2018[13]
- Karambolage : Révolte, Institut français et Literaturhaus Stuttgart, 2018[14]
- Ingouvernables ? Puissance poétique et/ou l’impossible réception du Comité invisible en Allemagne, Revue du MAUSS, Paris, 2018[15]
- Politische Emotionen: Entromantisierung, Warburg Haus, Hambourg, 2018[1]
- Unregierbar sein, avec Frank Adloff, Literatur Beilage zum Mittelweg 36, Hamburger Institut für Sozialforschung, 2018[16]
- Freier, Vierte Welt, Berlin, 2018[17]
- Witches of Worpswede, lecture-performance avec Fabienne Dumont, Pre Mortem, Die Kolonie, Worpswede, 2017
- Warum ich ein homosexueller Mann bin, POSITION, BBK, Hambourg, 2016
- Gegen Ai Weiwei, Public Domain, NEON foundation, Stockholm-Genève-Athènes, 2015
- Weltanschauungsfragen, l'art allemand contemporain, Frog magazine 9, Paris, 2011
- Geheimprojekt Jugendschutzhaft, WALLPAPERism, Boabooks, Genève, 2011
- Salz der Helden, in UnSICHTBAR - widerständiges im salzkammergut, Czernin Verlag, Strobl, Autriche, 2008[18]